# MIDNIGHT RADIO PARK
MIDNIGHT RADIO PARK（ミッドナイト・レディオパーク）は、エフエム北海道（AIR-G'）の深夜放送枠。

## 概要
2009年4月1日（27:00 - 27:30）30分枠で放送開始。6月、放送時間が（27:00 - 28:00）60分枠に拡大。2010年4月、木・金曜日枠が廃止となり放送時間（26:00 - 27:00）が変更。
各曜日を別番組・別ジャンルとして構成し放送している。また、出演する人物は主に、北海道出身者または、北海道にゆかりのある人物（アーティスト・お笑い芸人・アイドルなど）を起用している。

## 番組

### 現在の番組
（）内は放送時間
- 月曜日
  1. （26:00 - 26:30）：『兎のぴょんぴょんラジオ』
    - パーソナリティ: 兎（飯田・酒井）

  2. （26:30 - 27:00）『森下勇介のハットリ!』
    - パーソナリティ：森下勇介（Addiction）
- 火曜日
  1. （26:00 - 26:30）:『AIR-G' J-POPS REVIEW』・『夜のヨマイゴト』※内包番組
    - パーソナリティ：石川千鶴子／坂本サトル

  2. （26:30 - 27:00）：Keep it louuud!!
    - パーソナリティ：MAYHEM、Lunakate
- 水曜日（26:00 - 27:00）：『AV Music Channel（A-Channel・V-Channel）』
  - パーソナリティ：岩杉夏・工藤里美・井澤佳の実あ

### 過去の番組
月曜日
- 『よしもとらららラジオ』（2009年4月6日 - 2009年9月28日）
  - パーソナリティ：タイブレイク（飯田・安樂） → SF革命（古山・杉村）
- 『よしもとらららぴょんぴょんラジオ』(2010年4月6日 - 2010年12月27日)
  - パーソナリティ：SF革命（古山・杉村） ・兎（飯田・酒井）

火曜日
- 『オトキタ』（2009年4月7日 - 2010年3月30日）
  - パーソナリティ：石川千鶴子・ゲストアーティスト

水曜日
- 『Artist Avenue』（2009年4月1日 - 2010年3月31日）
  - パーソナリティ：（Ruppina+、fucchiE、DJ：河原亜依、MELLO） → （Ruppina+・Jake stone garage・fucchiE）

木曜日
- 『AV Music Channel』（A-Channel・V-Channel）（2009年4月2日 - 2010年3月25日）
  - パーソナリティ：塚本奈緒美・岩杉夏・井澤佳の実※水曜日へ移動リニューアル

金曜日
- 『ミュージック・バラエティ ビックシティのM笑』（2009年4月3日 - 2009年9月27日）
  - パーソナリティ：ビックシティ（岡本・森崎）
- 『ミュージック・バラエティ 兎のぴょんぴょんラジオ』（2009年10月9日 - 2010年3月26日）
  - パーソナリティ：兎（飯田・酒井）

## 番組史

### 2009年
- 4月 - 以下の番組が放送開始。
  - 1日 - 水曜日：『Artist Avenue』
    - パーソナリティ：Ruppina+、fucchiE）・（河原亜依、MELLO）※2組の週替り出演。

  - 2日 - 木曜日：『AV Music Channel（A-Channel・V-Channel）』
    - パーソナリティ：塚本奈緒美・岩杉夏・井澤佳の実※2番組の週替り出演。

  - 3日 - 金曜日：『ミュージック・バラエティ ビックシティのM笑』
    - パーソナリティ：ビックシティ

  - 6日 - 月曜日：『よしもとらららラジオ』
    - パーソナリティ：タイブレイク

  - 7日 - 火曜日：『オトキタ』
    - パーソナリティ：石川千鶴子
- 6月
  - 1日 - 月曜日放送分より放送時間が30分→60分の放送枠に拡大。
  - 3日 - 『Artist Avenue』の放送体制が変更し、4組のアーティストが連続で出演するリレー形式の体制となる。
  - 4日 - 『AV Music Channel』の放送体制が変更し、「A-Channel」・「V-Channel」が前半・後半の二部制で放送される。
- 時期不明 - タイブレイクが番組降板。
- 9月
  - 25日 - ビックシティが番組降板。

タイブレイク・ビックシティは、それぞれコンビを解散。タイブレイクの飯田は、お笑いコンビ「兎」を結成。ビックシティの森崎尚也は、現在BIPSCのラジオパーソナリティとして活動。
  - 30日 - 河原亜依、MELLOが降板。
- 10月 - 以下の番組・パーソナリティに改編。
  - 5日 - 月曜日：『よしもとららら 
    - パーソナリティ：SF革命

  - 7日 - 水曜日：『Artist Avenue』
    - パーソナリティ：Ruppina+・Jake stone garage・fucchiE

  - 9日 - 金曜日：『ミュージック・バラエティ 兎のぴょんぴょんラジオ』
    - パーソナリティ：兎

### 2010年
- 3月、末日で木曜・金曜日の放送枠が廃止。
  - 26日 - 『ミュージック・バラエティ 兎のぴょんぴょんラジオ』が放送終了。
  - 29日 - 『よしもとらららラジオ』が放送終了。後枠に2つの番組を合体した『よしもとらららぴょんぴょんラジオ』が放送開始。
  - 30日 - 『オトキタ』が放送終了。4月に放送が開始する『オトキタRadio』としてHBCラジオに移籍。後枠に新番組『J-POPS REVIEW』。
  - 31日 - 『Artist Avenue』が放送終了。後枠に『AV Music Channel』が木曜日より移動。
- 4月 - 以下の番組として放送開始。
  - 5日 - 月曜日：『よしもとらららぴょんぴょんラジオ』（2010年4月5日 - 2010年12月27日）
    - パーソナリティ：SF革命・兎

  - 6日 - 火曜日：『J-POPS REVIEW』
    - パーソナリティ：石川千鶴子

  - 7日 - 水曜日：『AV Music Channel』
    - パーソナリティ：岩杉夏・工藤里美・井澤佳の実
- 7月 - 『J-POPS REVIEW』がリニューアルし、以下の内包番組が放送開始。
  - 6日 - 『夜のヨマイゴト』（2010年7月 - 現在）
    - パーソナリティ：坂本サトル
- 12月
  - 『よしもとらららぴょんぴょんラジオ』が統合解消して打ち切り、SF革命が降板

### 2011年
- 1月 - 月曜日と火曜日が30分枠番組×2本に。以下の番組が開始。『J-POPS REVIEW』が30分番組に縮小。
  - 3日
  - 『兎のぴょんぴょんラジオ』（2011年1月3日 - 3月28日）30分に縮小、期間限定再開
  - 『森下勇介のハットリ!』（2011年1月3日 - 3月29日）
    - パーソナリティ：森下勇介

  - 4日 - Keep it louuud!!（2011年1月4日 - 3月29日）
    - パーソナリティ：MAYHEM、Lunakate
- 3月30日 - 番組枠廃止。